# أستراليا المفتوحة 1975
هنا قائمة ببطولات أستراليا المفتوحة لسنة 1975:

## الكبار

### فردي رجال
جون نيوكومب () هزم جيمي كونرز (), 7-5, 3-6, 6-4, 7-6

### فردي سيدات
إيفون غولاغونغ () هزم مارتينا نافراتيلوفا (), 6-3, 6-2